# Gustav Althoff
Heinrich Friedrich Wilhelm Gustav Althoff (* 2. Januar 1885 in Minden; † 24. November 1948 in Baden-Baden) war ein deutscher Filmproduzent.

## Leben
Gustav Althoff eröffnete 1910 in Dortmund sein eigenes Kino, das „Orpheum“. Kurz danach betätigte er sich auch im Filmverleih. Nach dem Ende des Ersten Weltkriegs verlegte er sich mit seinen in Berlin gegründeten Unternehmen neben dem Filmverleih Althoff & Co. OHG mit der Alsa-Film Althoff & Salomon OHG, die ab 1920 als Althoff & Co. Filmfabrikation firmierte, auch auf die Filmproduktion und war 1921 Mitbegründer der Althoff-Amboss-Film (AAFA).
Im April 1923 gründete er mit seiner Ehefrau Anna und Hanna Böcker geb. Althoff die Albö-Film Althoff & Böcker OHG und im Juni 1927 die Aco-Film GmbH. Althoff produzierte vorwiegend typische Unterhaltungsfilme aller Art, vor allem Romanzen und Komödien. Meist standen ihm nur relativ wenig bekannte Schauspieler zur Verfügung. In den frühen 1930er Jahren lancierte er Lucie Englisch als Star volkstümlicher Filme.
Während der Zeit des Nationalsozialismus konnte er unbeschadet weiterarbeiten, hatte allerdings nicht die Möglichkeit, die Ateliers der staatlich kontrollierten Filmgesellschaften UFA, Tobis und Terra zu nutzen. So baute er im Frühjahr 1939 das am Nordrand von Babelsberg gelegene Lokal „Klemms Festsäle“ zu einem Filmstudio um, dem Althoff-Atelier. Ab September wurde in diesem Atelier gefilmt, dazu entstand nach Entwürfen des Architekten Benno-Franz Moebus eine zweite, größere Halle.
Die Aco-Film GmbH wandelte Althoff am 29. Mai 1942 in die Aco Film Althoff & Co. OHG, Potsdam-Babelsberg, um. Er baute daraufhin 1942/1943 ein neues Filmatelier in Babelsberg, das nach UFA und Terra die größte Hallenkapazität für Filmaufnahmen bot. Seine Frau Anna (1886–1967) führte das Unternehmen nach seinem Tod weiter.

## Filmografie
- 1920: Lepain
- 1921: Arme, kleine Eva
- 1921: Erzgauner
- 1921: Der Held des Tages
- 1923: Der Menschenfeind
- 1925: Das alte Ballhaus (2 Teile)
- 1925: Wallenstein
- 1925: Aschermittwoch
- 1926: Herbstmanöver
- 1927: Das war in Heidelberg in blauer Sommernacht
- 1927: Die Lorelei
- 1928: Ich hatte einst ein schönes Vaterland
- 1928: Das Hannerl von Rolandsbogen
- 1928: Herbstzeit am Rhein
- 1928: Das Fräulein aus Argentinien
- 1928: Heut’ war ich bei der Frieda
- 1928: Kaczmarek
- 1928: Der Herr vom Finanzamt
- 1929: Es war einmal ein treuer Husar
- 1929: Drei Tage Karneval
- 1929: Lux, der König der Verbrecher
- 1929: Der Zigeunerprimas
- 1929: Ja, Ja, die Frau’n sind meine schwache Seite
- 1929: Der Sittenrichter / § 218. Eine wahre Begebenheit
- 1929: Hütet Euch vor leichten Frauen
- 1929: Die Halbwüchsigen
- 1929: Besondere Kennzeichen
- 1929: Geheimpolizisten
- 1929: Jugendsünden
- 1930: Wenn Du noch eine Heimat hast
- 1930: Man schenkt sich Rosen, wenn man verliebt ist
- 1930: Gehetzte Mädchen
- 1930: Der Mann im Dunkel
- 1930: Pariser Unterwelt
- 1930: Die grüne Laterne
- 1930: Zweimal Lux
- 1930: Ein Walzer im Schlafcoupé
- 1931: Dienst ist Dienst
- 1931: Arme, kleine Eva
- 1931: Keine Feier ohne Meyer
- 1932: Annemarie, die Braut der Kompanie
- 1932: Der verliebte Blasekopp
- 1933: K 1 greift ein
- 1933: Die Unschuld vom Lande
- 1933: Karl renoviert seine Wohnung
- 1933: Wenn Männer kochen
- 1933: Heimat am Rhein
- 1933: Die kalte Mamsell (auch Filmmusik)
- 1933: Gretel zieht das große Los (auch Filmmusik)
- 1934: Der Schrecken vom Heidekrug
- 1934: Meine Frau, die Schützenkönigin
- 1934: Wenn Mutter nicht zuhause ist
- 1935: Wenn ein Mädel Hochzeit macht
- 1936: Der verkannte Lebemann
- 1936: Engel mit kleinen Fehlern
- 1936: Hummel - Hummel
- 1936: Dahinten in der Heide
- 1938: Peter spielt mit dem Feuer
- 1941: Alarm
- 1941: Clarissa
- 1941/49: Alles aus Liebe
- 1942: Mit den Augen einer Frau